# 五马镇 (亳州市)
五马镇，是中华人民共和国安徽省亳州市谯城区下辖的一个乡镇级行政单位。

## 行政区划
五马镇下辖以下地区：
五马村、桥口村、八里村、芍花村、泗合村、杨楼村、吴小阁村和丁大楼村。